# Іван Сальгадо Лопес
Іван Сальгадо Лопес (гал. Iván Salgado; нар. 29 червня 1991, Оренсе) — іспанський шахіст, гросмейстер від 2008 року.

## Шахова кар'єра
Багаторазовий призер чемпіонатів Іспанії серед юніорів у різних вікових категоріях, в тому числі золотий до 14 років (2004) i 16 (2007) а також срібний до 14 років (двічі: 2003 i 2005). Від 2000 року щорічно представляв свою країну на чемпіонатах світу i Європи серед юніорів, найвищого успіху досягнув у 2009 році а Антальї, де здобув звання віце-чемпіона світу до 18 років.
Першого значного успіху на міжнародній арені досягнув у 2004 році, коли посів 3-є місце (після Гораціо Сальдано i Алехандро Хоффмана) на турнірі за круговою системою в Мондарісі. На аналогічному змаганні 2005 року поділив 2-е місце (після Карена Мовсісяна, разом з Антоніо Вітором), a 2006 року — одноосібно переміг, виконавши першу гросмейстерську норму. Того самого року поділив 1-е місце (разом з Антоніо Фройсом i Хесусом Марією де ла Вільєю) на турнірі за швейцарською системою в Саншеншо. У 2007 році посів 3-є місце (після Карена Мовсісяна i Алехандро Хоффмана) в Барселоні а також виконав другу і третю гросмейстерські норми: знову в Барселоні (поділив 3-є місце після Фрісо Нейбура i Хосе Гонсалеса Гарсії, разом з в тому числі Міхаїлом Маріном, Марком Нарсісо Дубланом, Ларсом Карлссоном, Давитом Шенгелією i Себастьяном Феллером) а також в Памплоні (поділив 1-е місце разом з Гранда Зунігою i Пабло Сан Сегундо Каррільйо). Ще одного успіху досяг у 2008 році, коли одноосібно переміг на опені, який пройшов у Сан-Себастьяні. Крім того у 2009 році поділив 2-е місце в Севільї (після Мануеля Ріваса Пастора, разом з в тому числі Русланом Погорєловим i Кевіном Спрагеттом). 2011 року переміг (разом з Яссером Сейраваном) у Барселоні. 2013 року здобув у Лінаресі золоту медаль чемпіонату Іспанії в особистому заліку. У 2014 році здобув у Вроцлаві бронзову медаль чемпіонату Європи з бліцу.
Неодноразово представляв Іспанію на командних змаганнях, в тому числі:
- тричі на шахових олімпіадах (2010, 2012, 2014)[5],
- тричі на командних чемпіонатах Європи (2009, 2011, 2013)[6],
- на командному чемпіонаті Європи серед юніорів до 18 років (2008)[7].

Найвищий рейтинг Ело дотепер мав станом на 1 серпня 2012 року, досягнувши 2638 пунктів посідав тоді 2-е місце (після Франсіско Вальєхо Понса) серед іспанських шахістів.